# Дороховский сельсовет
До́роховский сельсовет — муниципальное образование (сельское поселение) в Назаровском районе Красноярского края. Административный центр — село Дорохово.

## География
Дороховский сельсовет находится западнее районного центра. Удалённость административного центра сельсовета — села Дорохово от районного центра — города Назарово составляет 14 км.

## История
Дороховский сельсовет наделён статусом сельского поселения в 2005 году.

## Население
| 2010 | 2012  | 2013  | 2014  | 2015  | 2016  | 2017  |
| ---- | ----- | ----- | ----- | ----- | ----- | ----- |
| 1859 | ↗1884 | ↗1886 | ↗1890 | ↘1852 | ↗1869 | ↘1858 |

Гендерный состав
По данным Всероссийской переписи населения 2010 года 898 мужчин и 961 женщина из 1859 чел.

## Состав сельского поселения
В состав сельского поселения входят 4 населённых пункта:
| № | Населённый пункт | Тип населённого пункта       | Население |
| - | ---------------- | ---------------------------- | --------- |
| 1 | Алтат            | деревня                      | 265       |
| 2 | Верхняя Чулымка  | деревня                      | 71        |
| 3 | Дорохово         | село, административный центр | 1374      |
| 4 | Костеньки        | деревня                      | 149       |